# Lucern
Lucern (německy  Luzern, francouzsky  Lucerne, anglicky Lucerne, italsky a rétorománsky  Lucerna, v místním dialektu Lozärn) je město ve Švýcarsku, hlavní město stejnojmenného kantonu. Leží na severozápadním konci Lucernského jezera u výtoku řeky Reuss. Ve městě žije přibližně 86 tisíc obyvatel; celá městská aglomerace pak má přibližně 223 000 obyvatel.
Lucern je společenským a kulturním centrem středního Švýcarska. V oblasti vzdělávání zde sídlí mimo jiné Lucernská univerzita, stejně jako další specializované instituce. Lucern je významnou turistickou destinací Švýcarska, jednak díky své poloze u Lucernského jezera a blízkosti Alp, jednak díky památkám, jako je most Kapellbrücke a Švýcarské muzeum dopravy.

## Geografie
Město Lucern leží na severozápadním břehu Lucernského jezera při výtoku řeky Reuss. Reuss rozděluje Lucern na Staré Město a Nové Město. Nejstarší zakrytý dřevěný most na světě (Kapellbrücke, „Kapličkový most“) s vodní věží a Most vetešníků (Spreuerbrücke) spojují Staré a Nové Město. K Lucernu patří také exkláva Bürgenstock. Poloha mezi jezerem a horami (Pilatus a Rigi) je obzvláště malebná a urychlila rozvoj Lucernu coby turistického města a rané bašty cestovního ruchu.
Nejvyšším bodem města je vrchol Bürgenstock v exklávě Bürgenstock ve výšce 1127,8 m n. m. Nejnižší bod je u jezera Rotsee ve výšce 419 m n. m. V obci se nachází také několik turistických atrakcí.
Rozloha politické obce je 29,1 km², z čehož 44,2 % tvoří zastavěná plocha, 30,2 % zemědělské oblasti a 23,7 % lesy. 2,0 % tvoří neproduktivní plochy.

### Místní části

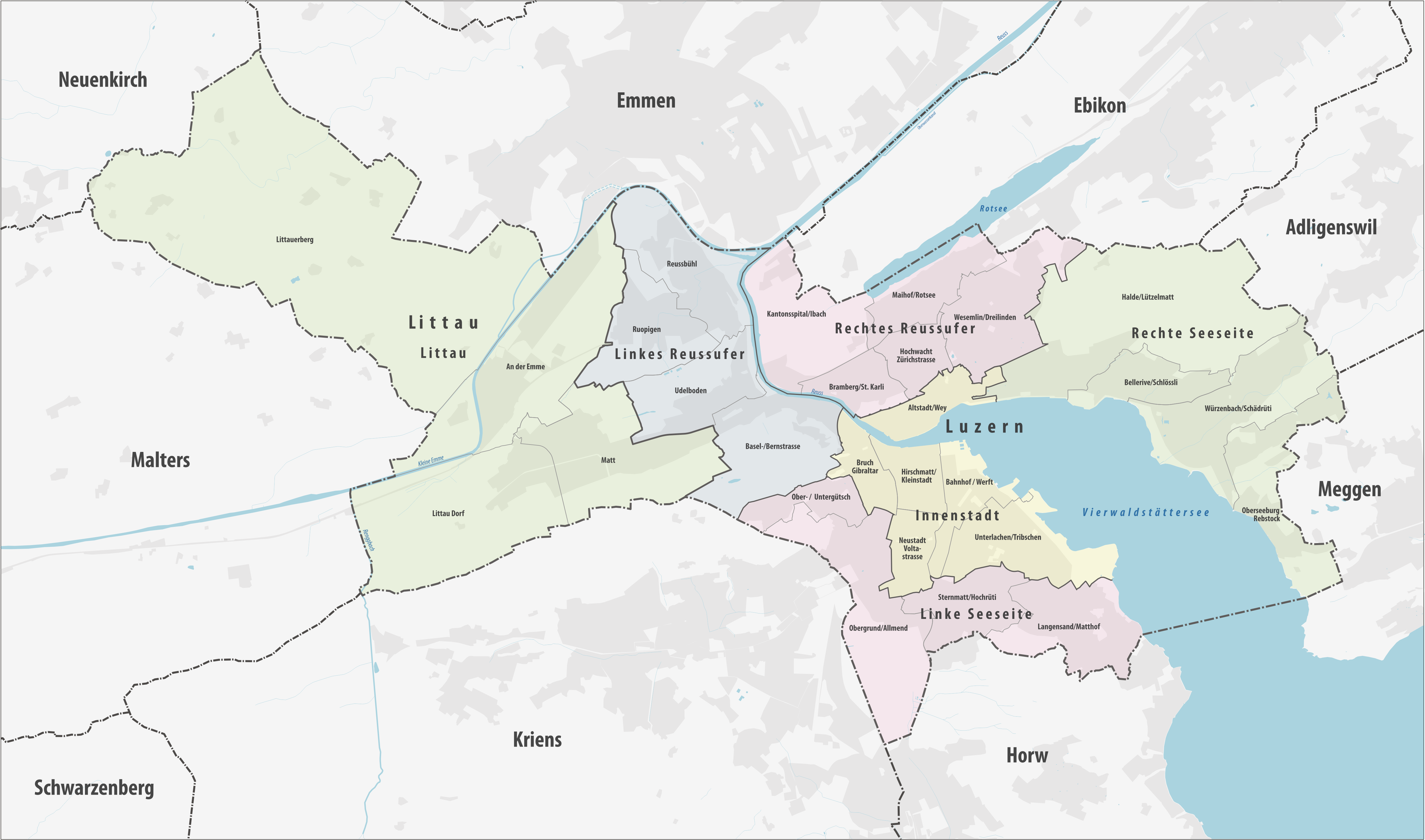
Mapa městských částí Lucernu

Od roku 2014 se město Lucern dělí na 2 městské části, 6 městských obvodů, 26 čtvrtí a 132 malých čtvrtí. Městské obvody 01 až 10 se nacházejí na pravém břehu a obvody 11 až 19 na levém břehu Lucernského zálivu (severozápadní rameno řeky Kreuztrichter) při pohledu od jezera. Součástí městského obvodu Littau je i stejnojmenná čtvrť, zatímco ostatních pět městských obvodů se nachází v městském obvodu Lucern.
| Městský obvod       | Č. | Čtvrť                   | Rozloha (ha) | Počet obyvatel (2016) | Hustota zalidnění (obyv./km²) |
| ------------------- | -- | ----------------------- | ------------ | --------------------- | ----------------------------- |
| A Rechte Seeseite   | 01 | Oberseeburg/Rebstock    | 84,9         | 2548                  | 3001,2                        |
| A Rechte Seeseite   | 02 | Würzenbach/Schädrüti    | 112,6        | 4474                  | 3973,4                        |
| A Rechte Seeseite   | 03 | Bellerive/Schlössli     | 44,4         | 1105                  | 2488,7                        |
| A Rechte Seeseite   | 04 | Halde/Lützelmatt        | 239,8        | 2477                  | 1032,9                        |
| B Rechtes Reussufer | 05 | Wesemlin/Dreilinden     | 90           | 4921                  | 5467,8                        |
| B Rechtes Reussufer | 06 | Maihof/Rotsee           | 51,6         | 3629                  | 7032,9                        |
| B Rechtes Reussufer | 07 | Hochwacht/Zürichstrasse | 30           | 2208                  | 7360,0                        |
| B Rechtes Reussufer | 09 | Bramberg/St. Karli      | 34,1         | 2286                  | 6703,8                        |
| B Rechtes Reussufer | 10 | Kantonsspital/Ibach     | 98,4         | 664                   | 674,8                         |
| C Innenstadt        | 08 | Altstadt/Wey            | 39,7         | 2292                  | 5773,3                        |
| C Innenstadt        | 12 | Bruch/Gibraltar         | 30,1         | 3429                  | 11392,0                       |
| C Innenstadt        | 14 | Hirschmatt/Kleinstadt   | 56,5         | 3231                  | 5718,6                        |
| C Innenstadt        | 16 | Neustadt/Voltastrasse   | 30,5         | 5780                  | 18950,8                       |
| C Innenstadt        | 17 | Unterlachen/Tribschen   | 91,8         | 3999                  | 4356,2                        |
| D Linke Seeseite    | 13 | Ober-/Untergütsch       | 31           | 2058                  | 6638,7                        |
| D Linke Seeseite    | 15 | Obergrund/Allmend       | 128,1        | 3233                  | 2523,8                        |
| D Linke Seeseite    | 18 | Sternmatt/Hochrüti      | 52,4         | 4641                  | 8856,9                        |
| D Linke Seeseite    | 19 | Langensand/Matthof      | 80,8         | 5965                  | 7382,4                        |
| E Linkes Reussufer  | 11 | Basel-/Bernstrasse      | 103          | 4272                  | 4147,6                        |
| E Linkes Reussufer  | 20 | Udelboden               |              | 3245                  |                               |
| E Linkes Reussufer  | 21 | Reussbühl               |              | 3131                  |                               |
| E Linkes Reussufer  | 22 | Ruopigen                |              | 3850                  |                               |
| F Littau            | 23 | Matt                    |              | 3810                  |                               |
| F Littau            | 24 | Littau Dorf             |              | 1545                  |                               |
| F Littau            | 25 | An der Emme             |              | 2158                  |                               |
| F Littau            | 26 | Littauerberg            |              | 229                   |                               |
|                     | 99 | Exkláva Bürgenstock1)   | 155,8        | 0                     | 0,0                           |

1) Exkláva Bürgenstock není považována za městskou část, ale za pseudočást Bürgenberg Wald s číslem 99.

## Historie

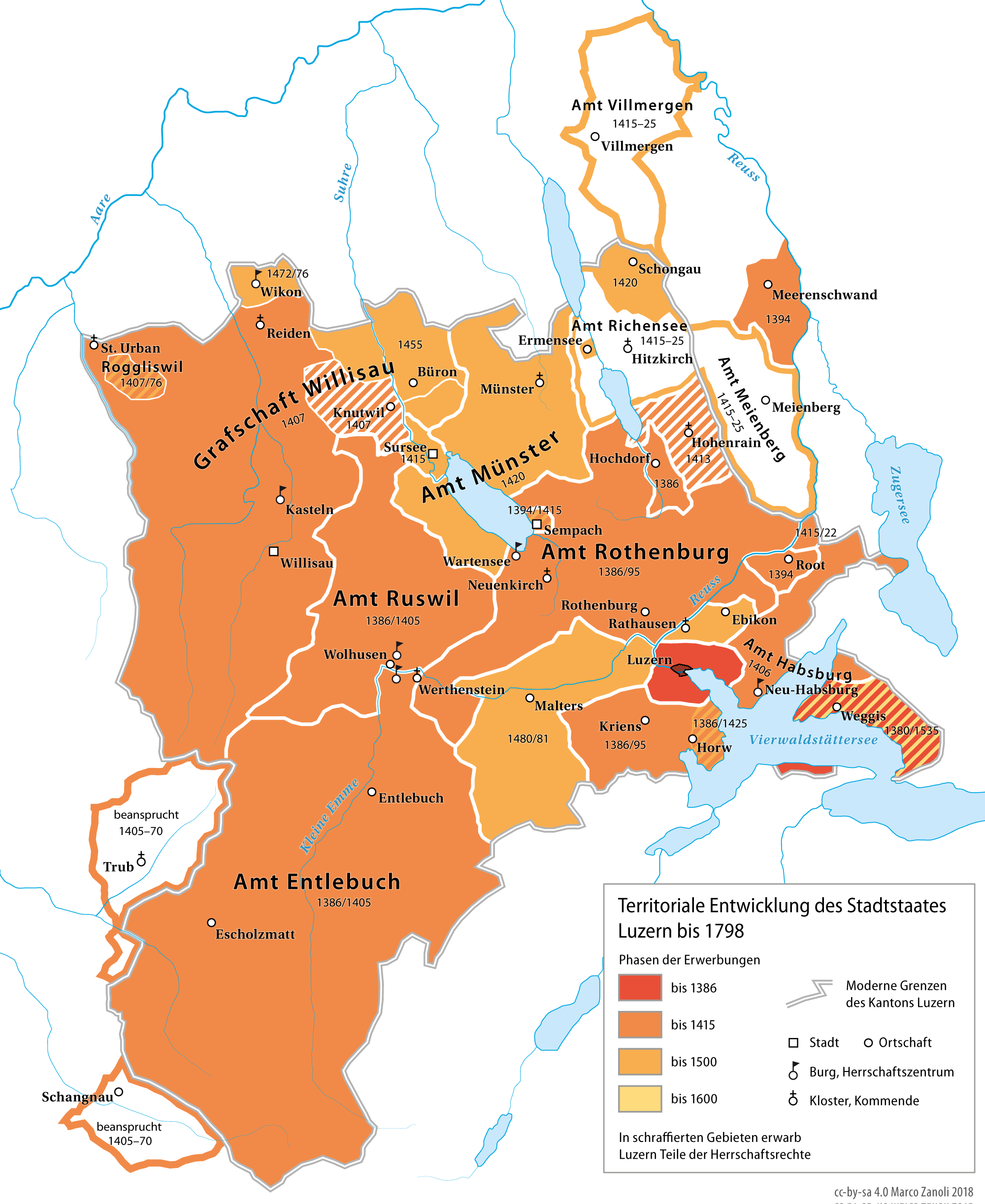
Mapa územního vývoje státu Lucern do roku 1798

### Název
Nejstarší známé zmínky o tomto místě jsou ad monasterium Lucernense nebo ad Lucernense monasterium (9. století; přepis kolem roku 1200), monasterium Luciaria (840) a in quodam loco, qui Lucerna ex antiquitate est dictus (853; přepis z 11. století). Význam je nejasný. Navrhované odvozeniny z latinského lucerna („světlonoš“; srov. dosud „světelné město Lucerna“), z keltského boha Lugus a z mužského osobního jména Luz nebo Luzius jsou nedokladovatelné. Možným základem však zůstává latinské lūcǐus „štika“, spojené s příponou -ārǐa vyjadřující rozprostření. Význam jména Lucern by tedy byl „místo, kde se ve velkém množství vyskytují štiky“.

### Starověk a rozvoj města (okolo 750–1386)

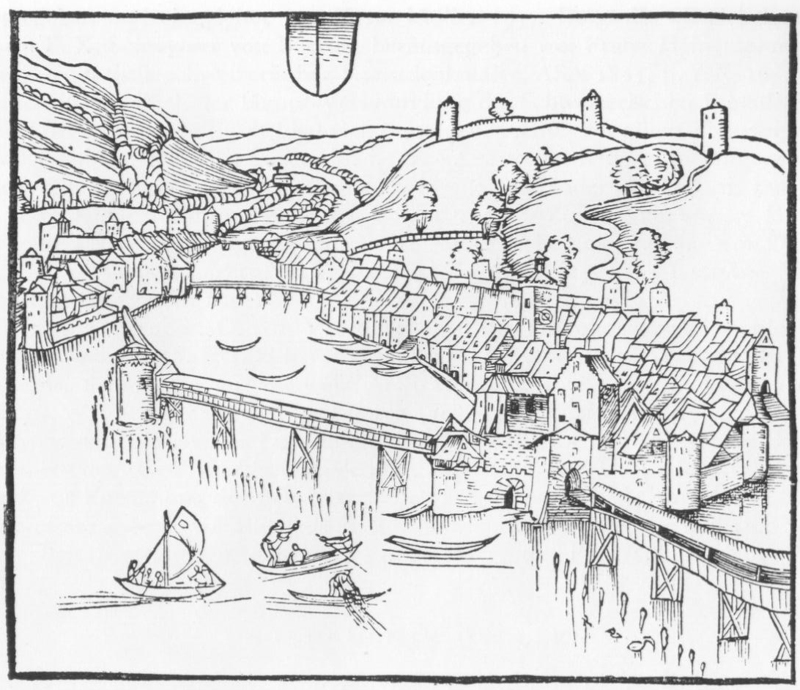
Nejstarší vyobrazení města z roku 1507

Po rozpadu Římské říše zabírali germánští Alamani od 6. století stále větší území v této oblasti. Alemanština postupně nahradila latinu.
Kolem roku 710 vznikl na základě karolinské nadace benediktinský klášter St. Leodegar (v místech dnešního kláštera St. Leodegar im Hof), který v polovině 9. století přešel pod správu alsaského opatství Murbach. V té době nebo kolem roku 750 se oblast nazývala Luciaria. Bailié nad opatstvím Murbach, a tedy i nad Lucernem, držel od roku 1135 šlechtický rod Habsburků. Město pravděpodobně založili bratři z Eschenbachu, kteří na konci 12. století drželi současně opatství Murbach a Lucern. Přesný rok založení města není znám, ale muselo to být mezi lety 1180 a 1200. Město nabývalo na významu jako klíčový bod rostoucí dopravy přes Gotthardský průsmyk a jako správní centrum. V roce 1250 již Lucern dosáhl velikosti, kterou si udržel až do 19. století. Ve 13. století byl Lucern poznamenán stranickými boji mezi stoupenci císaře a papeže a zdá se, že již měl městskou samosprávu s radou a shromážděním občanů. V roce 1291 získal německý král Rudolf I. Habsburský nad Lucernem panská práva kláštera Murbach, když již předtím systematicky skupoval okolní území.
Spory o německý královský trůn v letech 1314–1325 vedly k nepřátelství i v oblasti kolem Lucernského jezera. Aby se situace stabilizovala, uzavřel Lucern dne 7. listopadu 1332 dohodu se třemi sousedními tzv. lesními kantony Uri, Schwyz a Unterwalden, známou jako „Věčný svazek“ (Ewigen Bund). Toto spojenectví nebylo výslovně namířeno proti Habsburkům: Lucern si výslovně vyhradil své závazky vůči rakouskému panství.
Zejména od druhé poloviny 14. století začal Lucern úspěšně posilovat svůj vliv v okolních venkovských oblastech a vázat na sebe panská práva. Tato expanzivní územní politika, kterou prosazovala i další konfederační města, například Curych, nevyhnutelně vedla ke konfliktům s rakouským panstvím a vyvrcholila bitvou u Sempachu v roce 1386. Vítězství konfederačních stran umožnilo Lucernu upevnit své panství, které svým rozsahem již zhruba odpovídalo dnešnímu kantonu Lucern.

### Od města k městskému státu (1386–1520)
V roce 1415 získal Lucern od císaře Zikmunda říšské svobody a byl tak říšským městem až do Vestfálského míru v roce 1648. Lucern byl jedním ze silných členů konfederace. Město rozšířilo svou územní správu, vybíralo daně a ustanovilo úřední správce. Počet obyvatel města, který činil 3000, se snížil asi o 40 %. Důvodem byla morová epidemie (kolem roku 1350 v několika vlnách) a několik válek (tzv. ennetbirgská tažení). Po honech na čarodějnice, které se zpočátku rozšířily hlavně ve francouzsky mluvícím světě, se v roce 1419 v procesu s čarodějníkem v Lucernu, a tedy poprvé v německy mluvícím světě, objevil termín „hexereye“ (čarodějnictví).

### Vznik katolického Švýcarska (kolem 1520–1798)

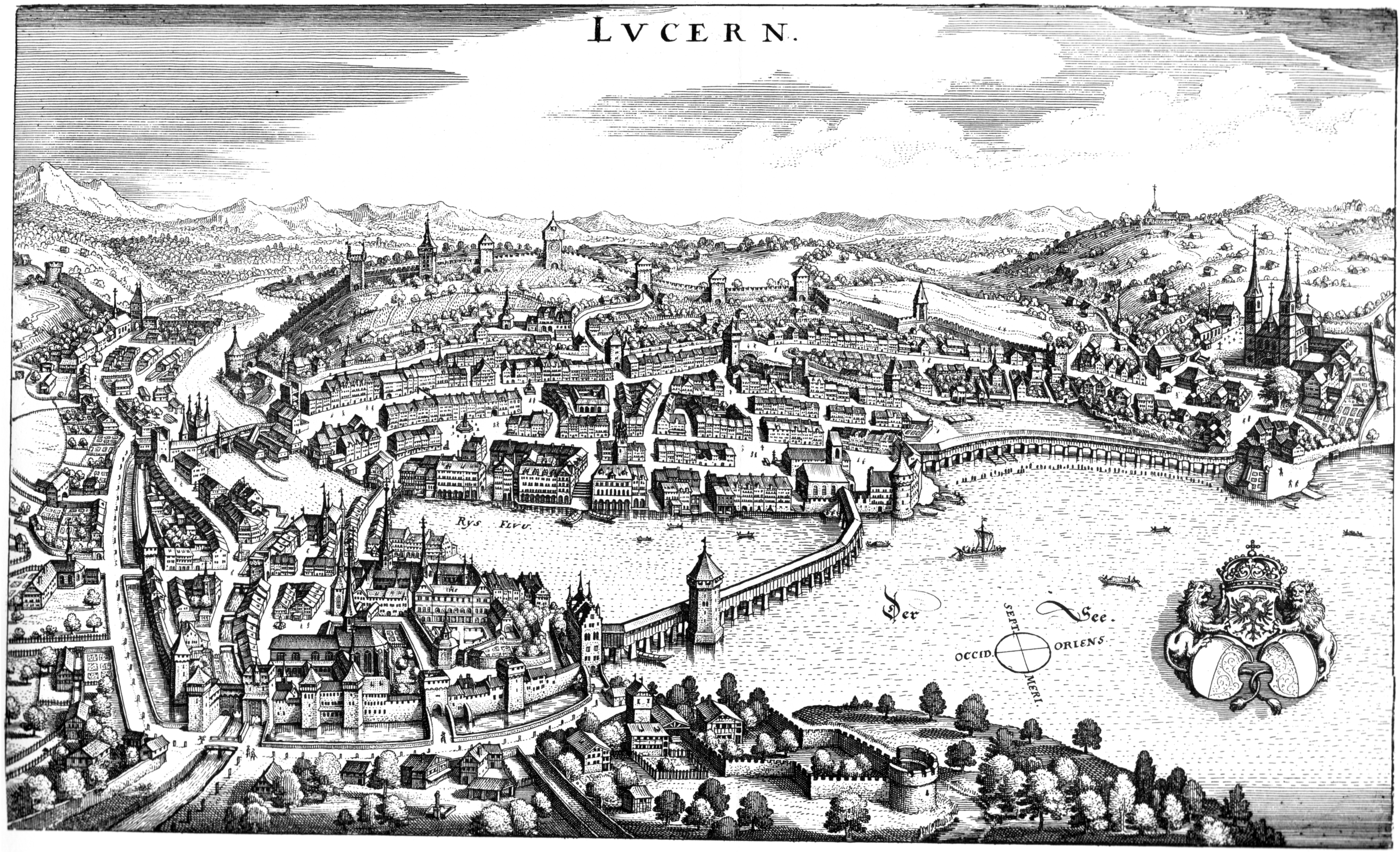
Lucern v roce 1642

V rozrůstající se konfederaci států byl Lucern jedním z vlivných měst. Když reformace po roce 1520 konfederaci rozdělila, většina měst se stala reformovanými, ale Lucern zůstal katolický. Po vítězství katolíků nad reformovanými v bitvě u Kappelu v roce 1531 ovládla katolická města konfederaci. Navzdory vojenskému vítězství v první Toggenburgské válce v roce 1656 se rovnováha změnila ve prospěch reformovaných měst, jako byl Curych, Bern a Basilej, která porazila katolíky ve druhé Toggenburgské válce v roce 1712. Vedoucí postavení Lucernu v konfederaci tak skončilo. V 16. a 17. století byly války a epidemie stále vzácnější, počet obyvatel silně rostl, zejména na venkově, zatímco město se ve svých hradbách téměř nerozrůstalo.

### Století revolucí (1798–1914)
V roce 1798, devět let po vypuknutí Velké francouzské revoluce, vstoupila francouzská armáda do Švýcarska. Stará konfederace se rozpadla a vláda patricijů se změnila v demokracii. Vznikla Helvétská republika, jejímž hlavním městem se na krátkou dobu stal Lucern.
Průmyslová revoluce přišla do Lucernu pozdě. V roce 1860 pracovalo doma nebo v továrně pouze 1,7 % obyvatel, což byla jen čtvrtina oproti zbytku Švýcarska. V kantonu převládalo zemědělství, v němž pracovalo 40 procent obyvatelstva. Přesto město přitahovalo poměrně mnoho průmyslových podniků, které se však usazovaly v obcích v okolí Lucernu. Od roku 1850 do roku 1913 se počet obyvatel zčtyřnásobil a rozloha osídlení se zvětšila. Od roku 1856 následovala železnice, nejprve do Oltenu a Basileje, v roce 1864 do Zugu a Curychu a v roce 1897 na jih.
V letech 1910–1912 v Lucernu fungovala vzducholoď Ville de Lucerne, která sloužila k vyhlídkovým letům pro cestující. Přistávací plocha s hangárem a plynovou elektrárnou se nacházela v Tribschenmoosu.

### Moderní dějiny (od 1914)

Letecký pohled (1919)

Ve 20. století získávala předměstí stále větší význam. Počet obyvatel okolní metropolitní oblasti se zdvojnásobil, zatímco počet obyvatel měst rostl jen pomalu. V roce 1981 následovalo napojení na dálnici A2.
Dne 17. června 2007 se obyvatelé Lucernu a Littau vyslovili pro sloučení Littau s Lucernem. V Lucernu se pro sloučení vyslovilo 9869 oprávněných voličů, proti bylo 8875 (53 % ku 47 %, volební účast 46,2 %). V Littau hlasovalo pro sloučení 2824 obyvatel, proti 2343 (55 % ku 45 %, účast 60,4 %). Sloučení bylo dokončeno 1. ledna 2010. „Nové“ město se nadále jmenuje Lucern a ponechalo si starý městský znak. Počet obyvatel se pohybuje kolem 80 000.
Lucernská městská rada to však považovala pouze za první krok pro další slučování. V listopadu 2011 se Ebikon, Adligenswil a Kriens rozhodly proti sloučení. V březnu 2012 voliči města Emmen v referendu odmítli zahájení jednání o sloučení s městem Lucern.

## Obyvatelstvo

### Demografie

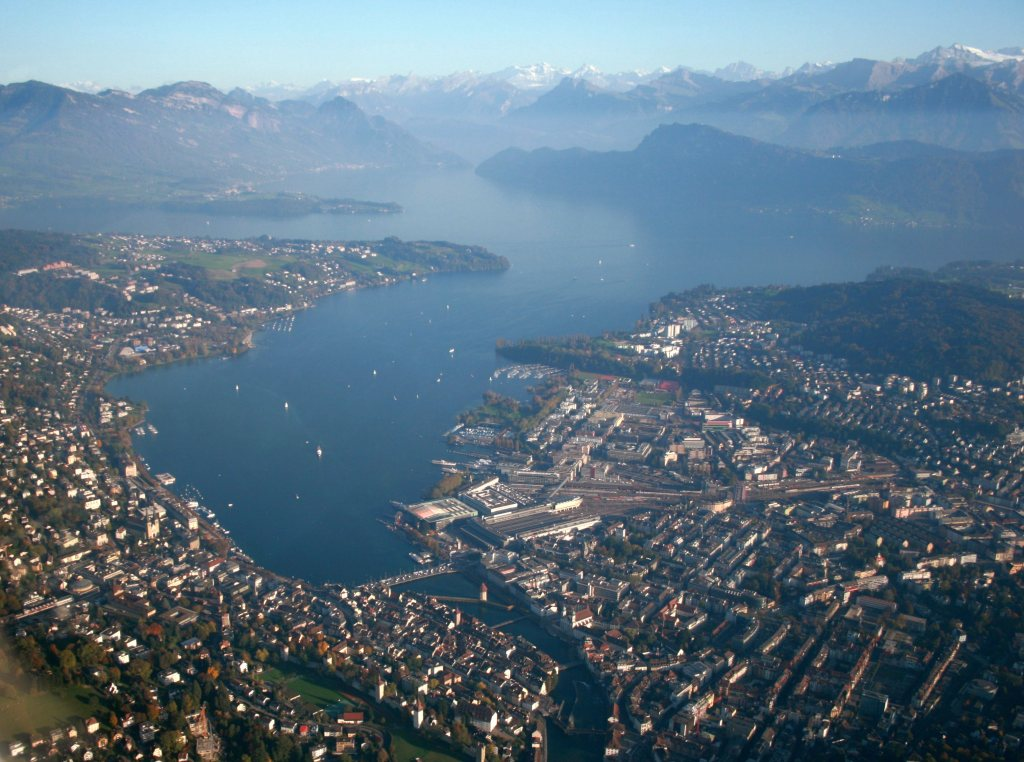
Lucern (2012)

Při prvním moderním sčítání lidu v roce 1798 žilo v Lucernu 4314 lidí a v Littau 668, tedy 4982 lidí na dnešním území města. Do roku 1950 se obě části obce výrazně rozrostly. Littau z 668 na 5644 obyvatel (+745 %) a stará městská část ze 4314 na 60 526 obyvatel (+1303 %). Jsou zde zřetelné rozdíly: Littau rostlo poměrně rovnoměrně, zatímco město Lucern zažilo obrovský rozvoj již ve druhé polovině 19. století v důsledku nárůstu turistického ruchu. To a velmi dobrá dostupnost města po železnici a jeho centrální funkce jako hlavního města kantonu vyvolaly velký příliv přistěhovalců. Do roku 1975 se počet obyvatel jádra města zvýšil na téměř 75 000. Odchod z venkova pak vystřídal odchod z měst. Obyvatelé se často stěhovali do nových sídlišť v aglomeracích Horw, Kriens, Emmen, Littau, Ebikon, Adligenswil, Meggen, Neuenkirch, Buchrain, Root a Dierikon. Za 25 let do roku 2000 ztratilo jádrové město Lucern třetinu obyvatel. V Littau tomu bylo naopak. V letech 1950–1980 se počet obyvatel zvýšil z 5644 na 14 966 (+165,2 %). Trvalý nárůst počtu obyvatel pokračoval až do sloučení Littau s městem Lucern na konci roku 2009, i když pomalejším tempem než dříve (1980–2009: +15,1 %, tj. +2258 osob). Od roku 2000 se počet obyvatel na území starého města stabilizoval (2000: 59 496 obyvatel; konec roku 2009: 59 509 obyvatel). Nárůst počtu obyvatel města Lucernu v posledních letech (77 198 obyvatel na konci roku 2010, 81 592 obyvatel na konci roku 2016) probíhá ve všech městských částech. Začal totiž zpětný pohyb obyvatel z aglomerace do centra města.
| Vývoj počtu obyvatel | Vývoj počtu obyvatel | Vývoj počtu obyvatel | Vývoj počtu obyvatel | Vývoj počtu obyvatel | Vývoj počtu obyvatel | Vývoj počtu obyvatel | Vývoj počtu obyvatel | Vývoj počtu obyvatel | Vývoj počtu obyvatel | Vývoj počtu obyvatel | Vývoj počtu obyvatel | Vývoj počtu obyvatel | Vývoj počtu obyvatel | Vývoj počtu obyvatel | Vývoj počtu obyvatel | Vývoj počtu obyvatel | Vývoj počtu obyvatel | Vývoj počtu obyvatel | Vývoj počtu obyvatel | Vývoj počtu obyvatel | Vývoj počtu obyvatel |
| -------------------- | -------------------- | -------------------- | -------------------- | -------------------- | -------------------- | -------------------- | -------------------- | -------------------- | -------------------- | -------------------- | -------------------- | -------------------- | -------------------- | -------------------- | -------------------- | -------------------- | -------------------- | -------------------- | -------------------- | -------------------- | -------------------- |
| Rok                  | 1798                 | 1816                 | 1837                 | 1850                 | 1860                 | 1870                 | 1880                 | 1888                 | 1900                 | 1910                 | 1920                 | 1930                 | 1941                 | 1950                 | 1960                 | 1970                 | 1980                 | 1990                 | 2000                 | 2010                 |                      |
| Počet obyvatel       | 4982                 | 6914                 | 9443                 | 11 382               | 13 166               | 16 450               | 20 419               | 23 607               | 32 954               | 43 611               | 48 394               | 52 102               | 59 847               | 66 170               | 76 148               | 83 374               | 78 274               | 76 466               | 75 425               | 77 491               |                      |

### Náboženství

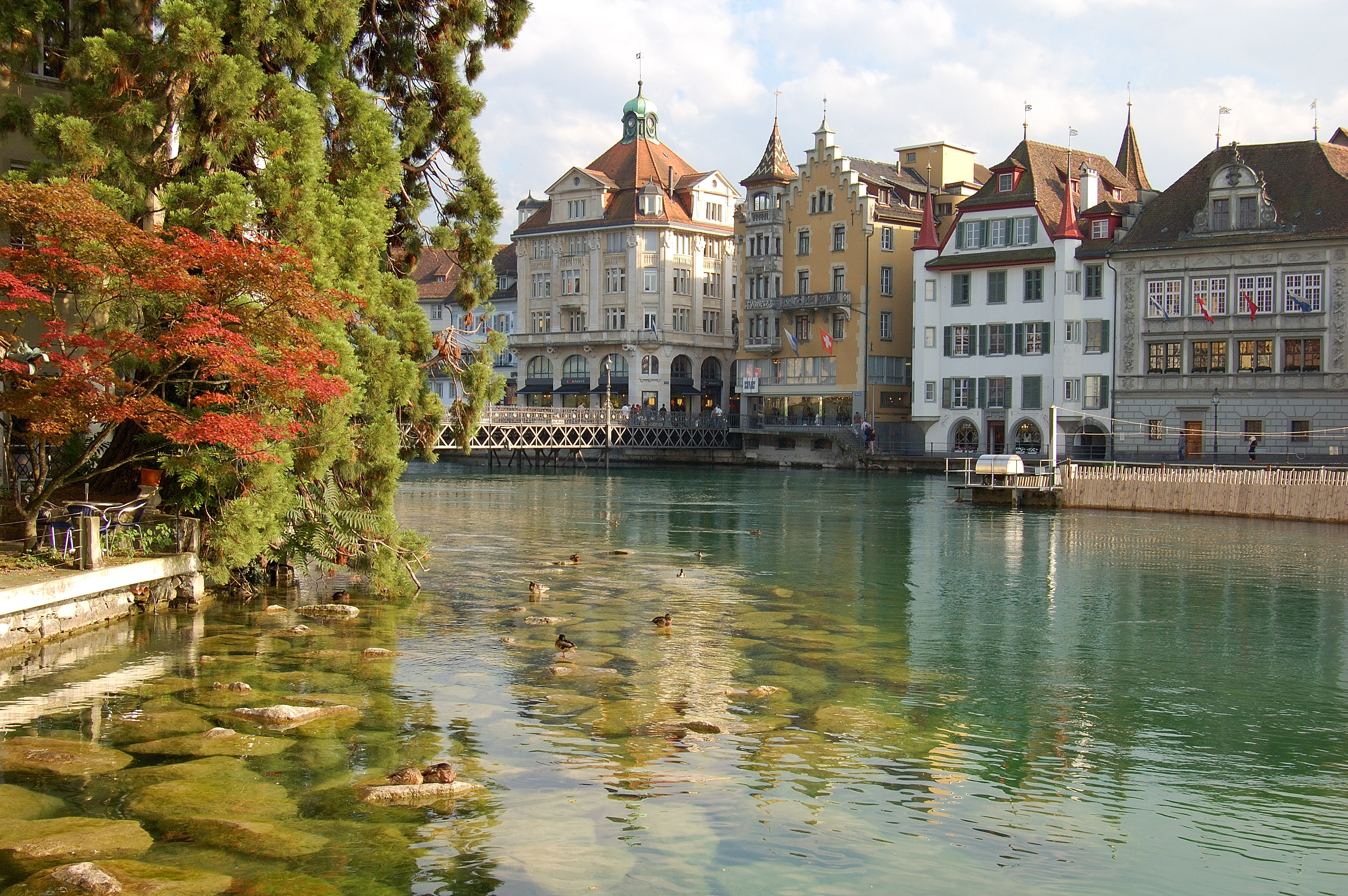
Staré město Lucernu s řekou Reuss

Ke konci roku 2019 se 46,2 % (38 040 obyvatel) obyvatel s trvalým pobytem v Lucernu hlásilo k římskokatolické církvi, 10,7 % (8795 obyvatel) k evangelické reformované církvi a 43,1 % (35 422 obyvatel) bylo bez vyznání nebo mělo jiné křesťanské vyznání či náboženskou příslušnost (celkem 82 257 obyvatel).
Přesné údaje o počtu členů ostatních náboženských obcí v Lucernu nejsou od sčítání lidu v roce 2000 k dispozici. Spolkový statistický úřad (FSO) však provádí výběrová šetření, která zaznamenávají další náboženské obce ve městě Lucern. V roce 2017 uvedlo 6,1 % respondentů starších 15 let v Lucernu, že jsou členy jiné křesťanské církve (ani katolické, ani reformované), 4,4 % jsou muslimové a 2,6 % patří k jiným náboženským společenstvím. Statistický interval spolehlivosti jednotlivých výsledků se pohybuje mezi 13 % a 20 %.

### Národnosti
Na konci roku 2017 žilo ve městě Lucern 81 401 obyvatel. Z toho bylo 61 616 švýcarských státních příslušníků a 19 785 státních příslušníků jiných zemí a osob bez státní příslušnosti (24,31 %). Nejpočetnější skupiny cizinců pochází z Německa (3901 osob), Itálie (2176 osob), Portugalska (1584 osob), Srbska (1094 osob) a Kosova (778 osob).
Jednotlivé čtvrti Lucernu mají různý podíl cizinců (od Littauerbergu 1,7 % po BABEL 55,7 %) a značně se liší i z hlediska zemí původu.

## Politika

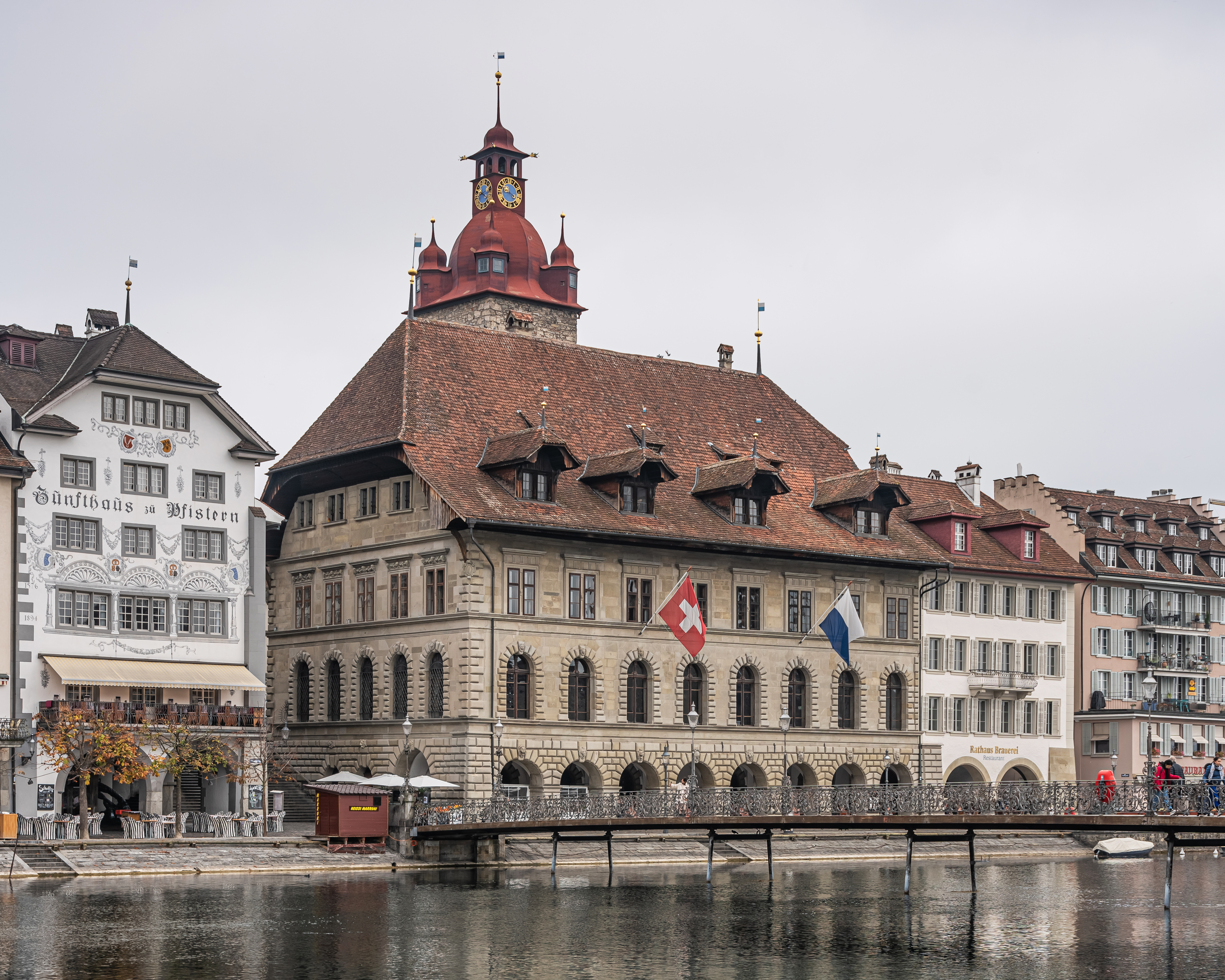
Lucernská radnice

### Zastupitelstvo
Zájmy obyvatelstva zastupuje Velká městská rada (Grosse Stadtrat). Tvoří ji 48 členů. Velká městská rada se schází každý čtvrtek na radnici (v sále Rathaussaal). Volí se každé čtyři roky na základě poměrného zastoupení, naposledy 29. března 2020.

### Exekutiva
Městská rada Lucernu (Stadtrat) se skládá z pěti členů, kteří vykonávají své funkce v plném rozsahu. Městská rada je volena každé čtyři roky většinovým hlasováním, naposledy 29. března 2020.

## Pamětihodnosti

### Historické

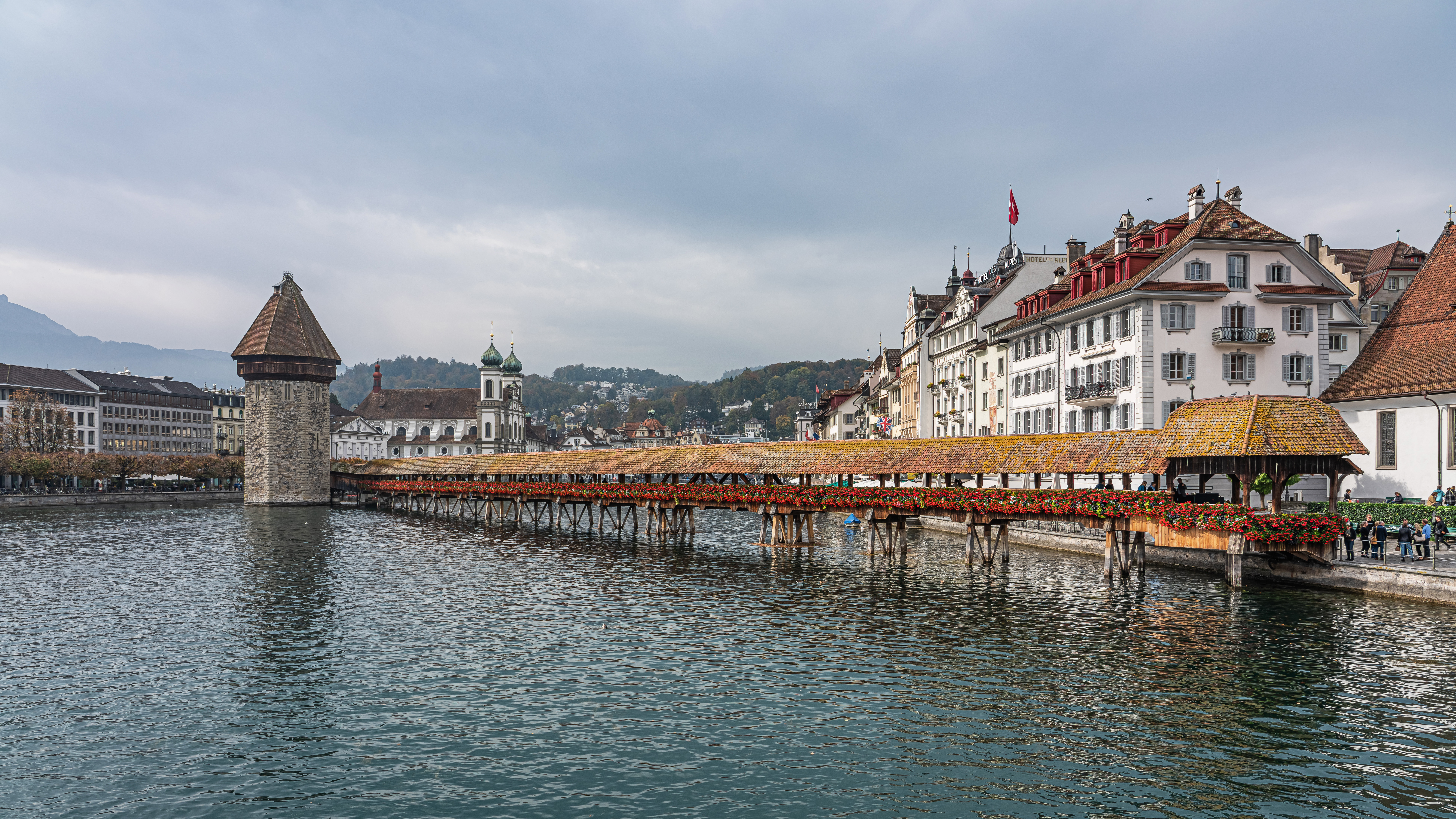
Kapličkový most

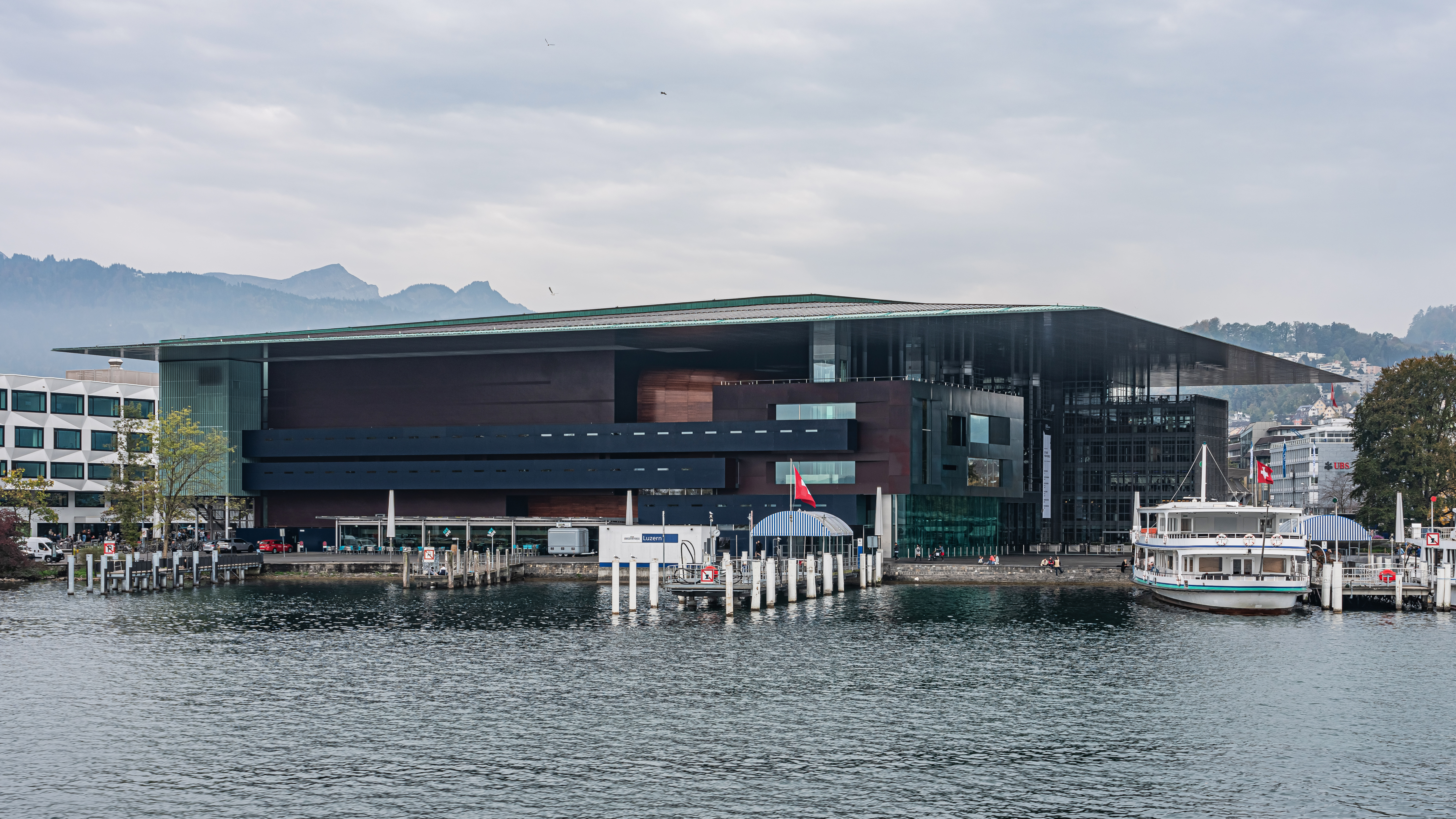
Kulturní a kongresové centrum

- Kapličkový most s Vodní věží

Jelikož je město rozděleno řekou Reuss, nachází se zde množství mostů, které spojují staré město s novým. Z nich je nejznámější Kapličkový most (Kapellbrücke), nejstarší zakrytý dřevěný most o délce 170 metrů z roku 1332. V roce 1993 zničil požár většinu mostu. Ale protože byl most v 60. letech kompletně renovován a každý jednotlivý dřevěný díl byl zaregistrován, bylo možné ho po požáru znovu vystavět podle původní podoby. Většina třírohých středověkých originálních maleb, jimiž byl most vyzdoben po celé své délce ve štítu, však byly nenávratně zničeny. Býval zde i obraz císaře Jindřicha kořícího se svatému Václavu. V prostředku mostu se nachází symbol Lucernu, Vodní věž s osmibokým půdorysem. Most, stejně jako věž tvořily součást městských hradeb. Proto jsou dřevěné trámy ze strany vodní věže umístěny o něco výš.
- Staré Město
- Spreuerbrücke
- Museggská zeď a Museggské věže (postaveny v letech 1350–1403 coby severní opevnění)
- Lví pomník je skalní reliéf v podobě umírajícího lva, vytvořený podle návrhu Bertela Thorvaldsena v letech 1820–1821 na připomínku švýcarských gardistů, kteří byli zmasakrováni v roce 1792 během Francouzské revoluce, jedna z nejznámějších památek ve Švýcarsku
- Nadelwehr (1860)
- Pět kolesových parníků společnosti SGV, světově největší aktivní parní lodě na sladké vodě
- Svatomatoušský kostel je významnou ukázkou novogotiky
- Jezuitský kostel je nejstarší veliký barokní kostel ve Švýcarsku
- Hofkirche je nejvýznamnější církevní stavba švýcarské renesance
- Městská radnice s věží
- Gotthardgebäude je nejreprezentativnější novorenesanční stavbou kantonu Lucern

### Moderní architektura
- Kulturní a kongresové centrum Lucern (KKL) francouzského architekta Jeana Nouvela (1999), přímo na břehu jezera
- Nádraží od architektů Ammann + Baumann, a hlavní průčelí spoluvytvářel i Santiago Calatrava (1991)
- The Hotel, hotel s restaurantem a barem na Sempacherstrasse 14 postavil také Jean Nouvel
- Obytný věžový dům (Wohnhochhaus) Schönbühl od Alvara Aalta (1965–1968)

### Zajímavosti v okolí
- Pilatus: někdejší Pilátské jezero na domovském kopci nad Lucernem mělo podle báje být místem posledního odpočinku Piláta Pontského a proto byl výstup na horu ve středověku přísně zapovězen. Dnes je hora zdolávána turisty z obou stran. Z alpské strany nejstrmější zubačkou na světě a z lucernské strany panoramatickou kabinkovou lanovkou a visutou lanovkou.
- Rigi: „Královna hor“ s první horskou železnicí v Evropě.

## Hospodářství
V Lucernu sídlí řada švýcarských společností, například AlpTransit Gotthard (stavba Gotthardského úpatního tunelu), Centralschweizerische Kraftwerke, mlékárna Emmi, Bucherer Group (hodinářský a klenotnický průmysl), pojišťovny Schweizerische Unfallversicherungsanstalt (SUVA), Concordia a CSS. Mezi mezinárodní společnosti patří vzdělávací instituce EF Education First a půjčovna nákladních železničních vozů Wascosa.
Město Lucern má výrazný sektor služeb, který zaměstnává přibližně 90 % všech pracovníků. Přibližně třetinu pracovních míst ve městě Lucernu nabízí přímo nebo nepřímo veřejný sektor. 

## Doprava

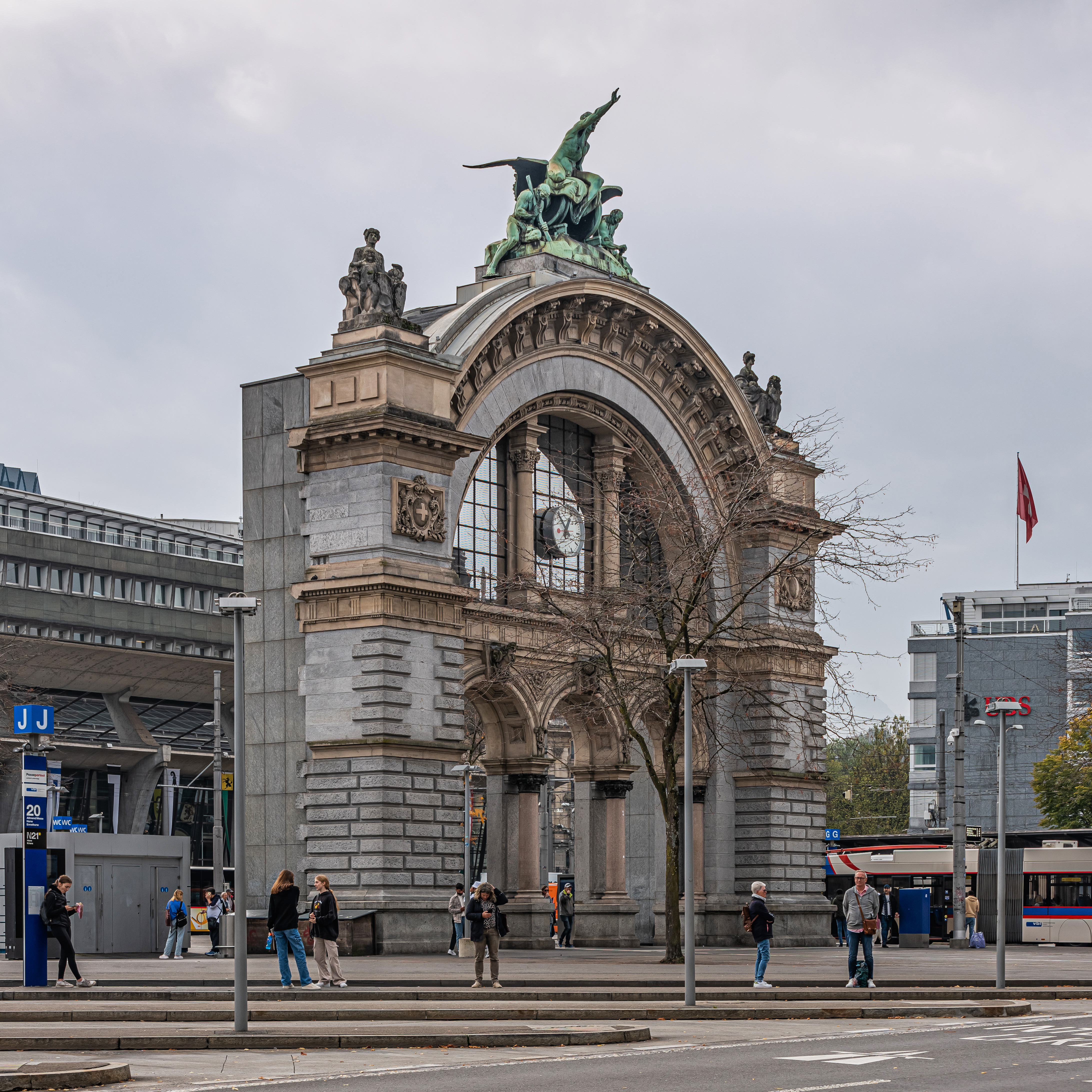
Portál bývalého nádraží

Ve městě a jeho okolí je provozována železniční, silniční a vodní doprava.
Železniční doprava je v regionu provozována společnostmi SBB, Zentralbahn a BLS AG. Hlavní nádraží v Lucernu se nachází nedaleko jezera v centru města. Původní nádražní budova byla zbořena, zachován byl pouze portál, a na jejím místě vyrostl terminál autobusové a trolejbusové dopravy. Nová nádražní budova byla postavena o několik desítek metrů dále, opět jako hlavové nádraží. Z nádraží vychází úzkorozchodné tratě do Engelbergu a Interlakenu.
Silniční veřejná doprava je reprezentována trolejbusovou a autobusovou dopravou provozovanou společnostmi Verkehrsbetriebe Luzern, Auto AG Rothenburg, Rottal AG a Postauto. Lodní doprava na Lucernském jezeře je provozována Schifffahrtsgesellschaft des Vierwaldstättersees (SGV).
Od 11. prosince 2004 byla uvedena do provozu první etapa S-Bahn Luzern se šesti novými zastávkami, půlhodinovým taktem a novými soupravami.
Most Seebrücke spojující Staré město a Nové město je jedním z nejvíce frekventovaných v zemi.
Městem prochází, částečně v tunelech, severojižním směrem dálnice A2. Sjezdy ve městě jsou (od severu k jihu) Emmen-Süd, Luzern-Zentrum, Luzern-Kriens a Luzern-Horw. Emmen-Süd zajišťuje přístup do čtvrtí na severu města, zatímco Kriens a Horw jsou pro některé jižní části města důležitější než sjezd Luzern-Zentrum.
Lucernu se nachází cyklostezka Freigleis mezi městy Kriens-Nidfeld a Neubad, která byla vybudována na bývalé trati Zentralbahn.
Průjezdná stanice je plánována jako podzemní stanice lucernského hlavního nádraží. Plánování má být dokončeno do roku 2026, a pokud by se tehdy stavba uskutečnila, počítalo by se s otevřením v roce 2040.
Plán na podzemní metro v Lucernu byl v únoru 2020 v referendu zamítnut.
K hotelům vedou dvě lanovky: Gütschbahn k hotelu Château Gütsch a lanovka Hotel Montana k hotelu Montana. Třetí, Dietschibergbahn, existovala do roku 1978. V sousedním Kriensu jezdí Sonnenbergbahn Luzern.

## Sport

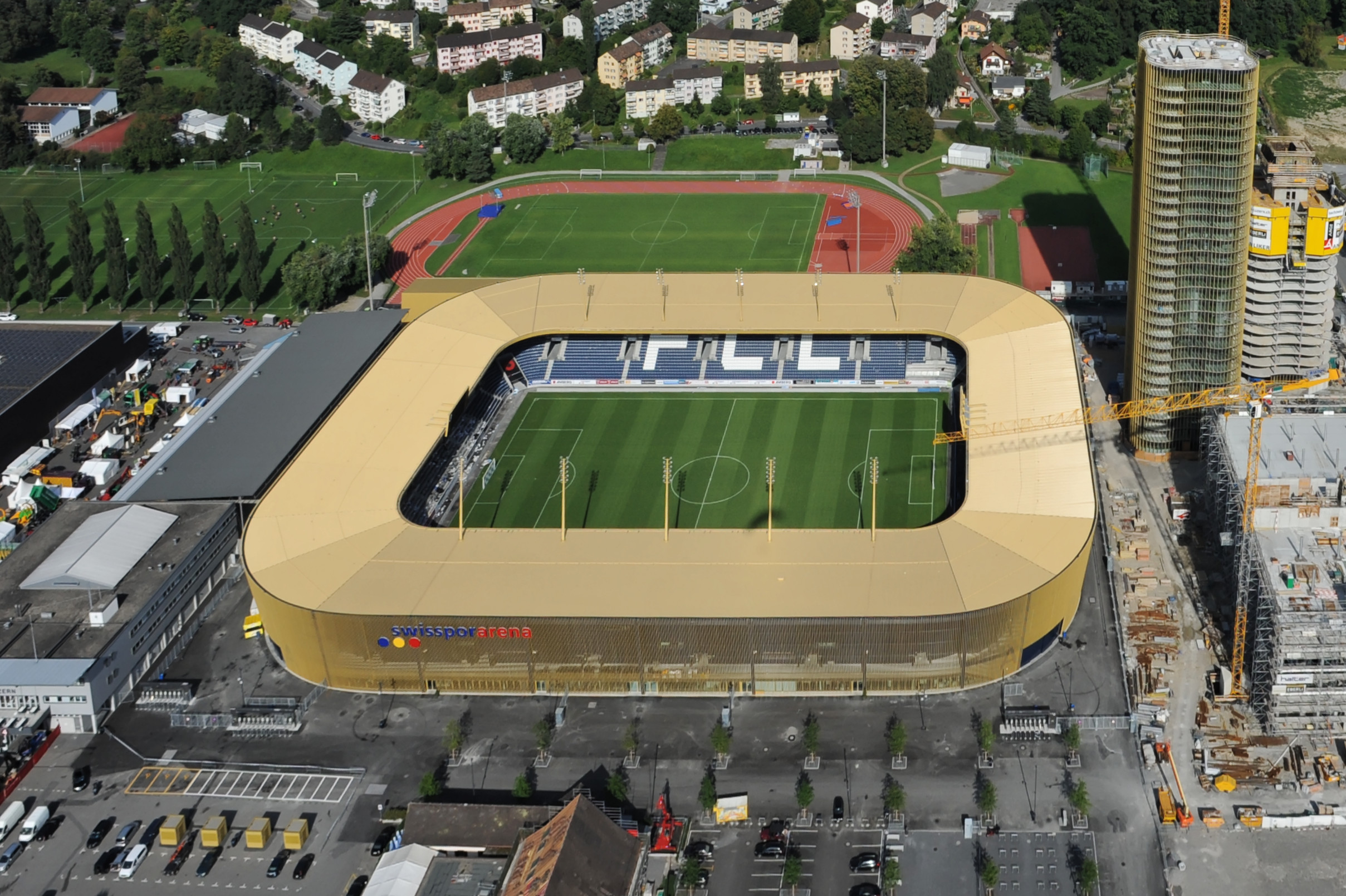
Stadion Swissporarena

Konalo se zde Mistrovství světa v ledním hokeji do 18 let 2015.
Fotbalový klub FC Luzern hraje nejvyšší švýcarskou fotbalovou ligu, Super League a od roku 2011 působí na stadionu Swissporarena s kapacitou 16 800 míst. Předtím klub působil na stadionu Allmend. FC Luzern Frauen hraje také nejvyšší ligu, která se nazývá Nationalliga A. V něm působí také FC Kickers Luzern.
HC Kriens-Luzern hraje QHL, nejvyšší švýcarskou házenkářskou ligu. V současné době se plánuje výstavba Pilatus Areny, nového domácího areálu v Mattenhofu, jehož otevření je plánováno na rok 2023.
HC Luzern hraje Regio ligu, čtvrtou nejvyšší hokejovou ligu. V hokeji působí Luzerner Sportclub Hockey.
Spolu s kluby See-Club Luzern a Ruderclub Reuss Luzern působí ve městě dva veslařské kluby. Dále zde působí basketbalový klub Luzern Eagles, klub tanečního sportu Rock'n'Roll Club Sixteen Luzern a také ragbyový klub Rugby Club Luzern.

## Partnerská města
- Bournemouth, Spojené království (1982)
- Guebwiller, Francie (1978)
- Chicago, Spojené státy americké (1998)
- Olomouc, Česko (1992)
- Postupim, Německo (2002)
- Těšín, Polsko (1992)

## Osobnosti
- Carl Spitteler (1845–1924), švýcarský básník, držitel Nobelovy ceny za literaturu za rok 1919
- Carl Roman Abt (1850–1933), švýcarský konstruktér a vynálezce
- Siegfried Wagner (1869–1930), německý hudební skladatel
- Hans Urs von Balthasar (1905–1988), teolog a spisovatel
- Ludmila Bertlová (1914–1961), česká houslistka, manželka skladatele Rafaela Kubelíka
- Marc Rich (1934–2013), finančník a podnikatel
- Werner J. Egli (* 1943), švýcarský spisovatel
- Cesaro (*1980), švýcarský zápasník (wrestling)